# Hydrangea
Hydrangea és un gènere de plantes amb flor de la família Hydrangeaceae. Les espècies d'aquest gènere tenen el nom comú d'hortènsia. Moltes espècies s'utilitzen com a plantes ornamentals. A Corea, Hydrangea serrata (en hangul: 산수국, en hanja: 山水菊) s'utilitza per a preparar un te herbal anomenat sugukcha (수국차) o ilsulcha (이슬차).

## Taxonomia

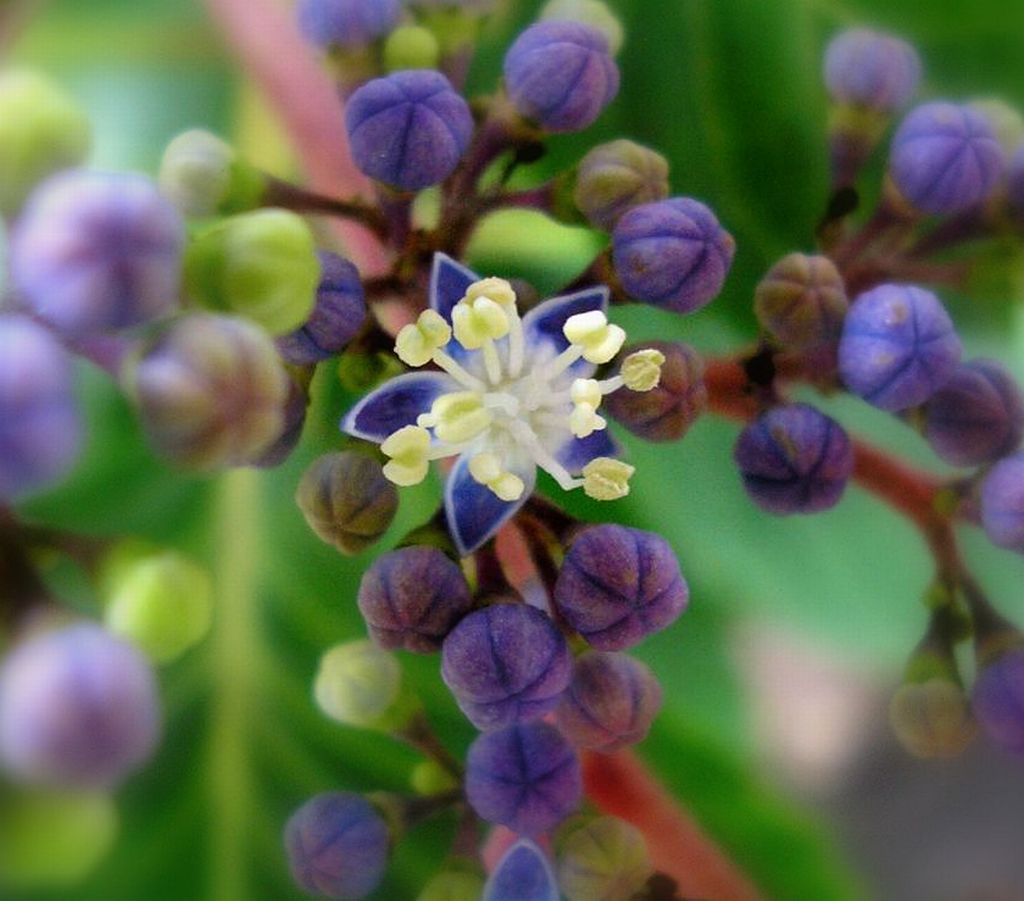
Hydrangea sp, flor individual

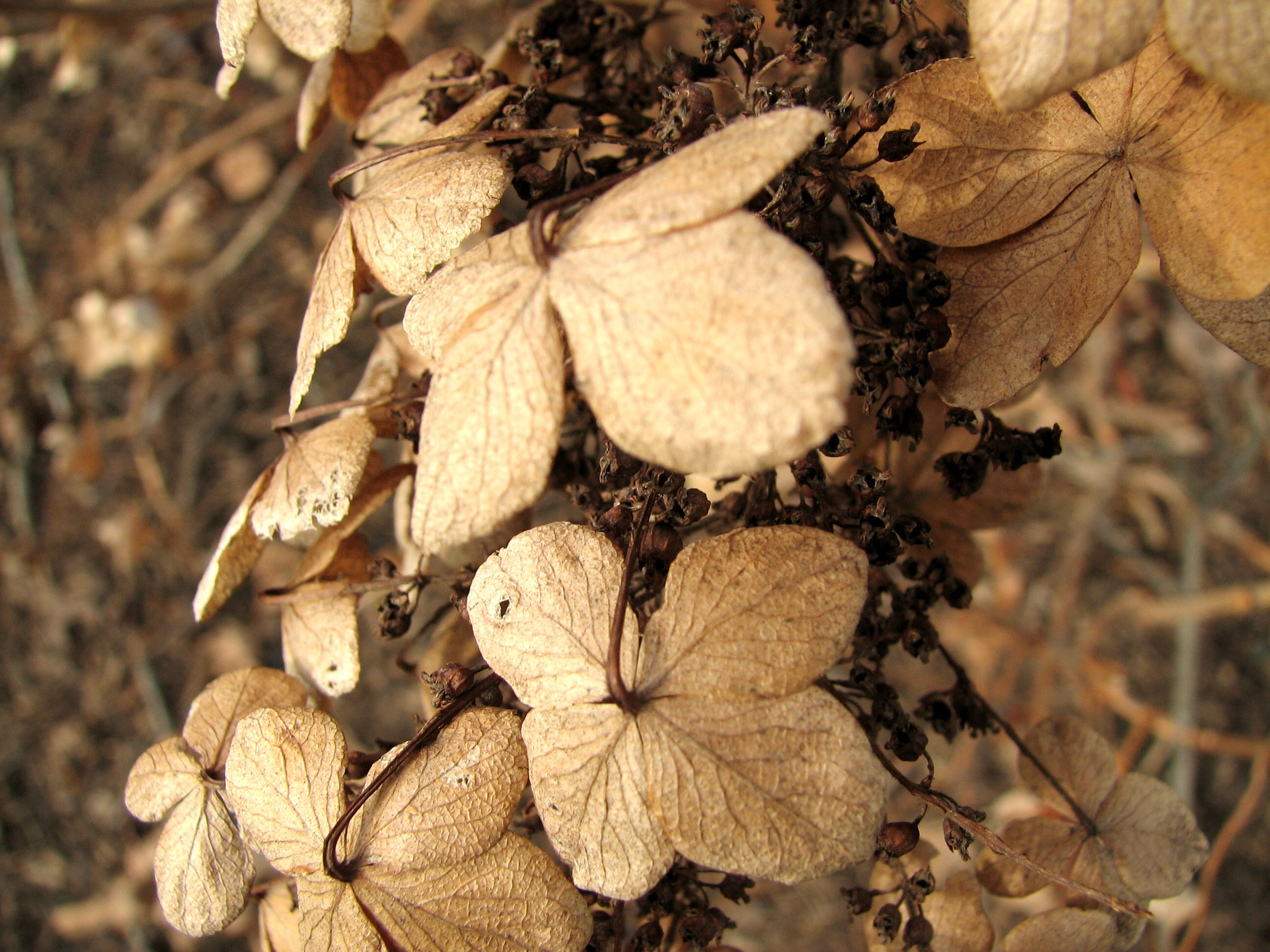
Hydrangea, flors a l'hivern

Hi ha unes 70–75 espècies d'hortènsies, algunes són moderadament verinoses. Entre aquestes, hi ha:
- Hydrangea anomala Himalaia, Xina.
- Hydrangea arborescens Hortènsia fina, Amèrica del nord.
- Hydrangea aspera. Xina, Himalaia.
- Hydrangea bretschneideri. Xina.
- Hydrangea candida. Xina.
- Hydrangea caudatifolia. Xina.
- Hydrangea chinensis. Xina.
- Hydrangea chungii. Xina.
- Hydrangea cinerea. Amèrica del nord.
- Hydrangea coacta. Xina.
- Hydrangea coenobialis. Xina.
- Hydrangea davidii. Xina.
- Hydrangea dumicola. Xina.
- Hydrangea gracilis. Xina.
- Hydrangea heteromalla. Himalaia, Xina.
- Hydrangea hirta. Japó.
- Hydrangea hypoglauca. Xina.
- Hydrangea integrifolia. Xina.
- Hydrangea involucrata. Japó, Taiwan.
- Hydrangea kawakamii. Taiwan.
- Hydrangea kwangsiensis. Xina.
- Hydrangea kwangtungensis. Xina.
- Hydrangea lingii. Xina.
- Hydrangea linkweiensis. Xina.
- Hydrangea longifolia. Xina.
- Hydrangea longipes. Western Xina.
- Hydrangea macrocarpa. Xina.
- Hydrangea macrophylla, hortènsia de fulla gran. Japó, Corea.
- Hydrangea mangshanensis. Xina.
- Hydrangea paniculata, Xina, Japó, Corea, Sakhalín.
- Hydrangea petiolaris - Hortènsia d'enredadera. Japó, Corea, Sakhalín.
- Hydrangea quercifolia Amèrica del nord.
- Hydrangea radiata - Hortènsia de fulla glauca. Amèrica del nord.
- Hydrangea robusta. Xina, Himalaia.
- Hydrangea sargentiana. Xina.
- Hydrangea scandens. Japó, Filipines
- Hydrangea serrata. Japó, Corea.
- Hydrangea serratifolia. Xile, Argentina.
- Hydrangea stenophylla. Xina.
- Hydrangea strigosa. Xina.
- Hydrangea stylosa. Xina.
- Hydrangea sungpanensis. Xina.
- Hydrangea xanthoneura. Xina.
- Hydrangea zhewanensis. Xina

## Galeria

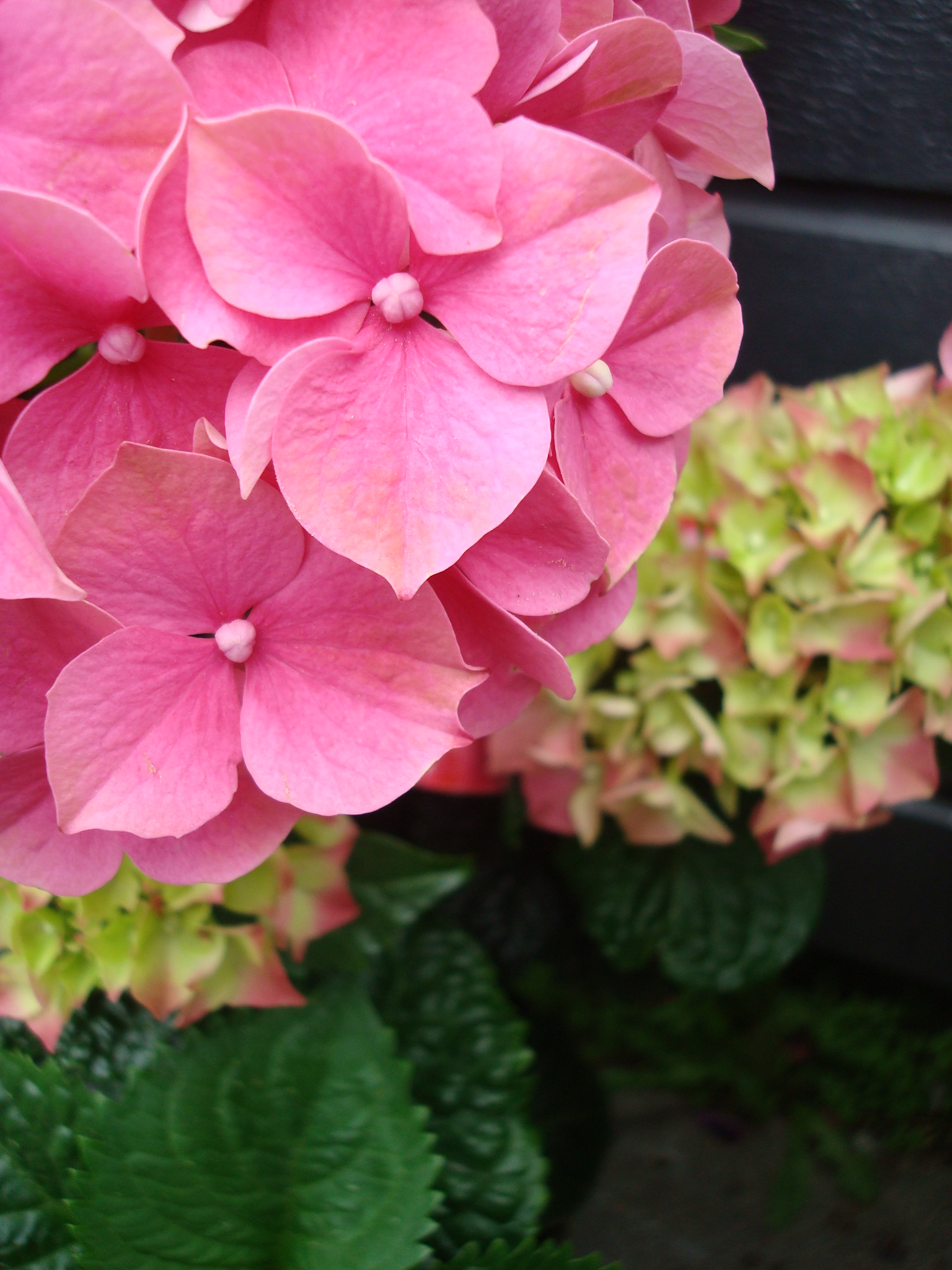
Hydrangea macrophylla
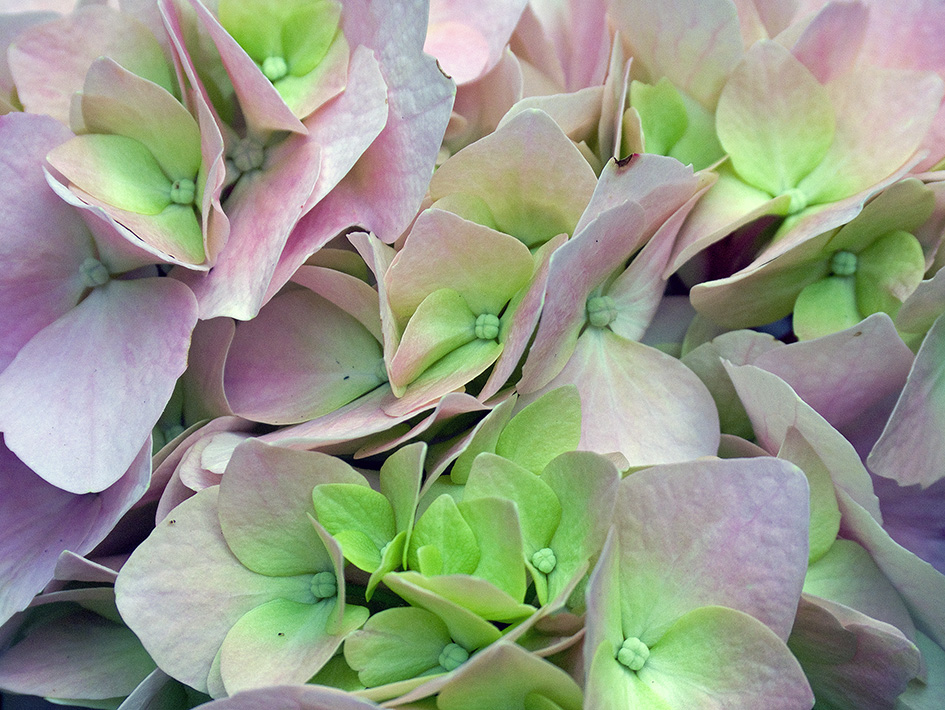
Hydrangea; flors
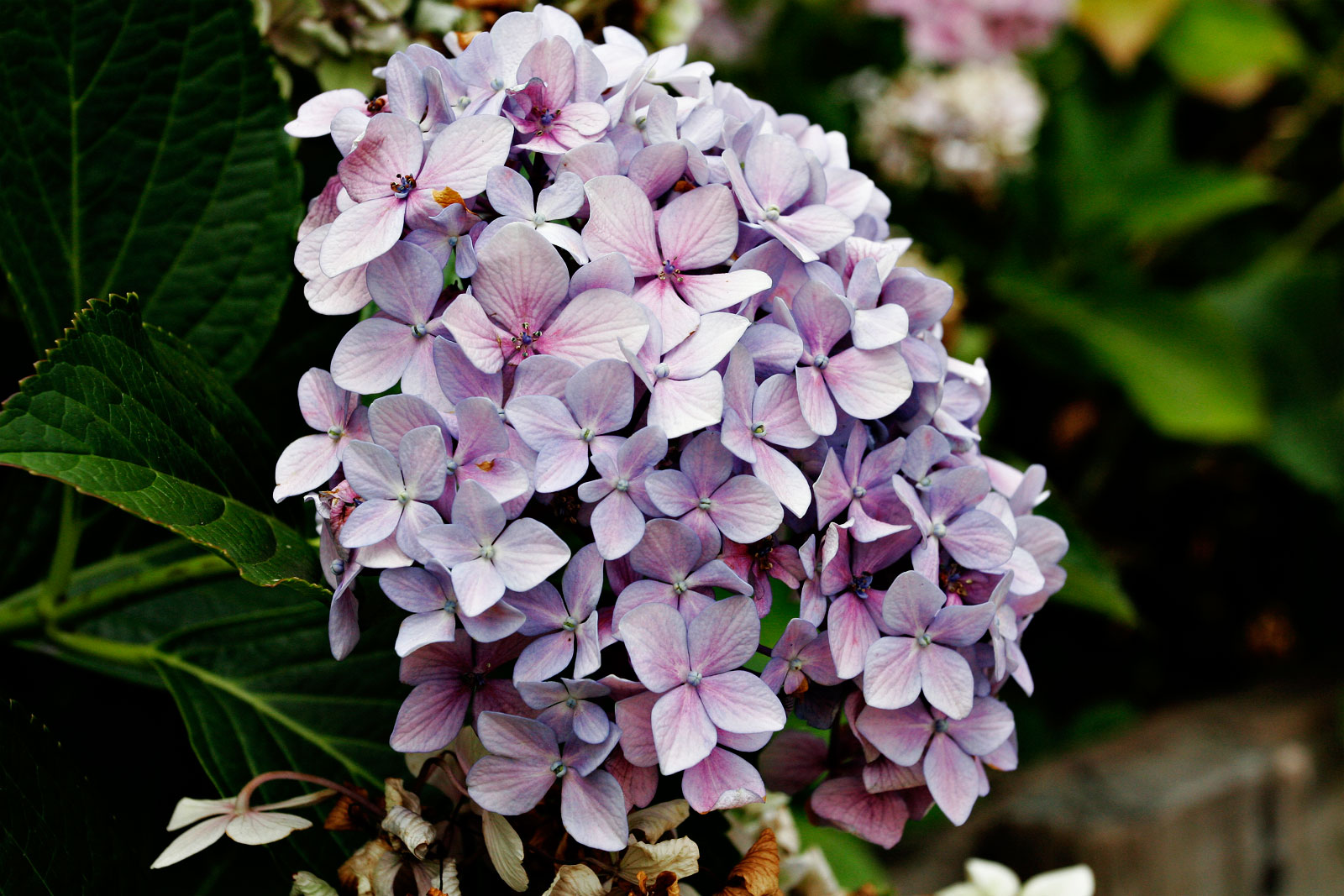
Flors
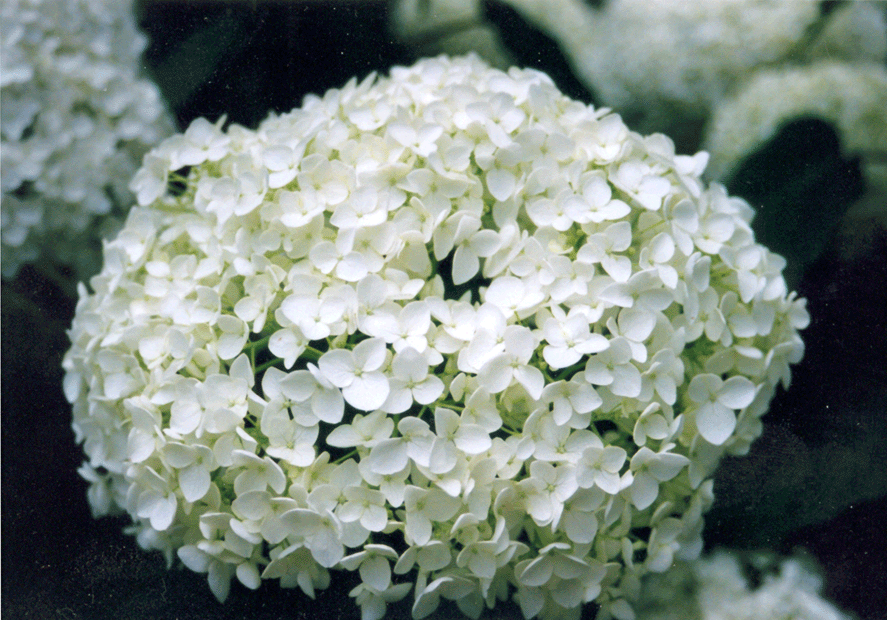
Hydrangea macrophylla, flors
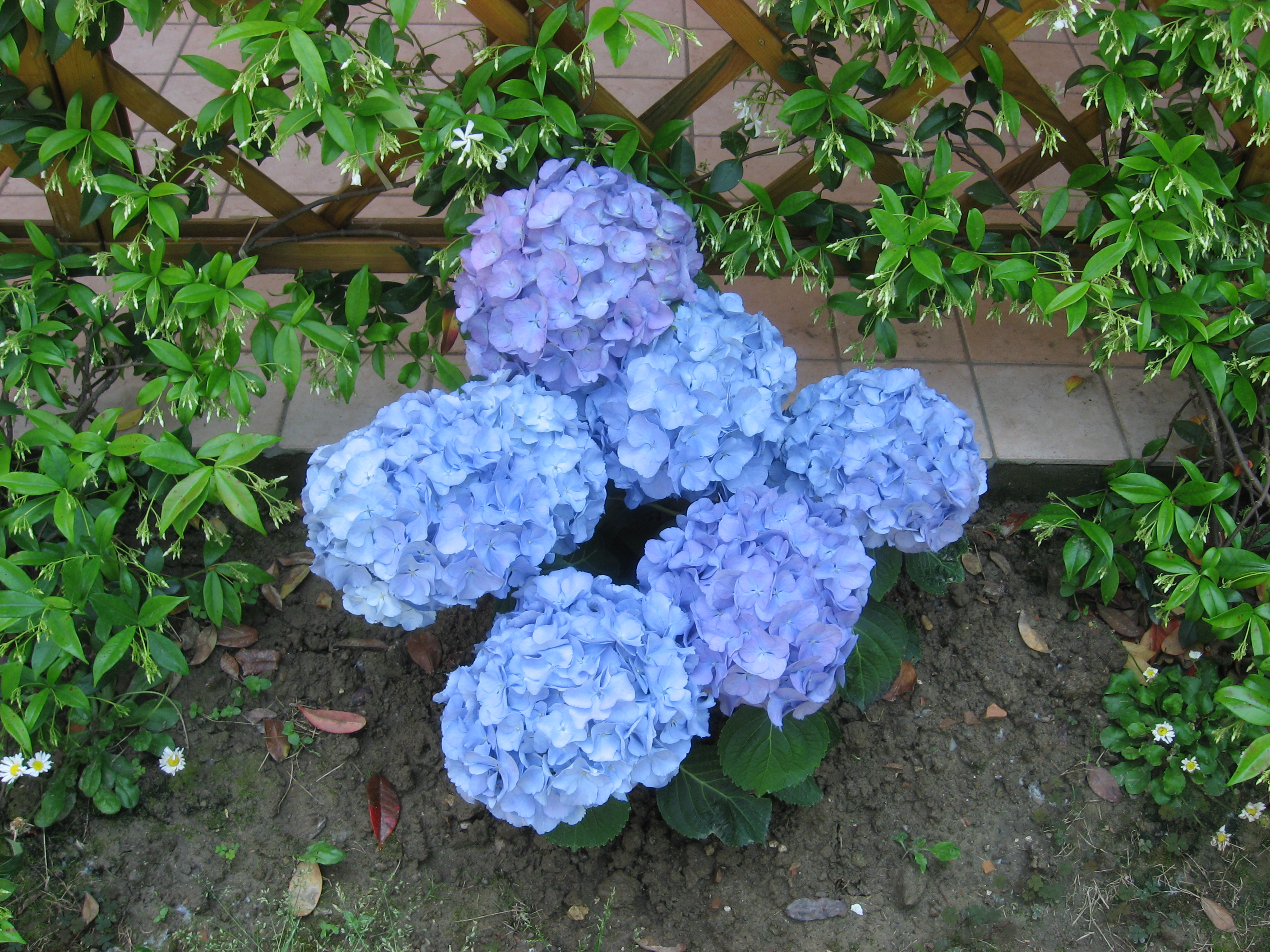
Hydrangea macrophylla, flors
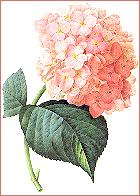
Hydrangea sp
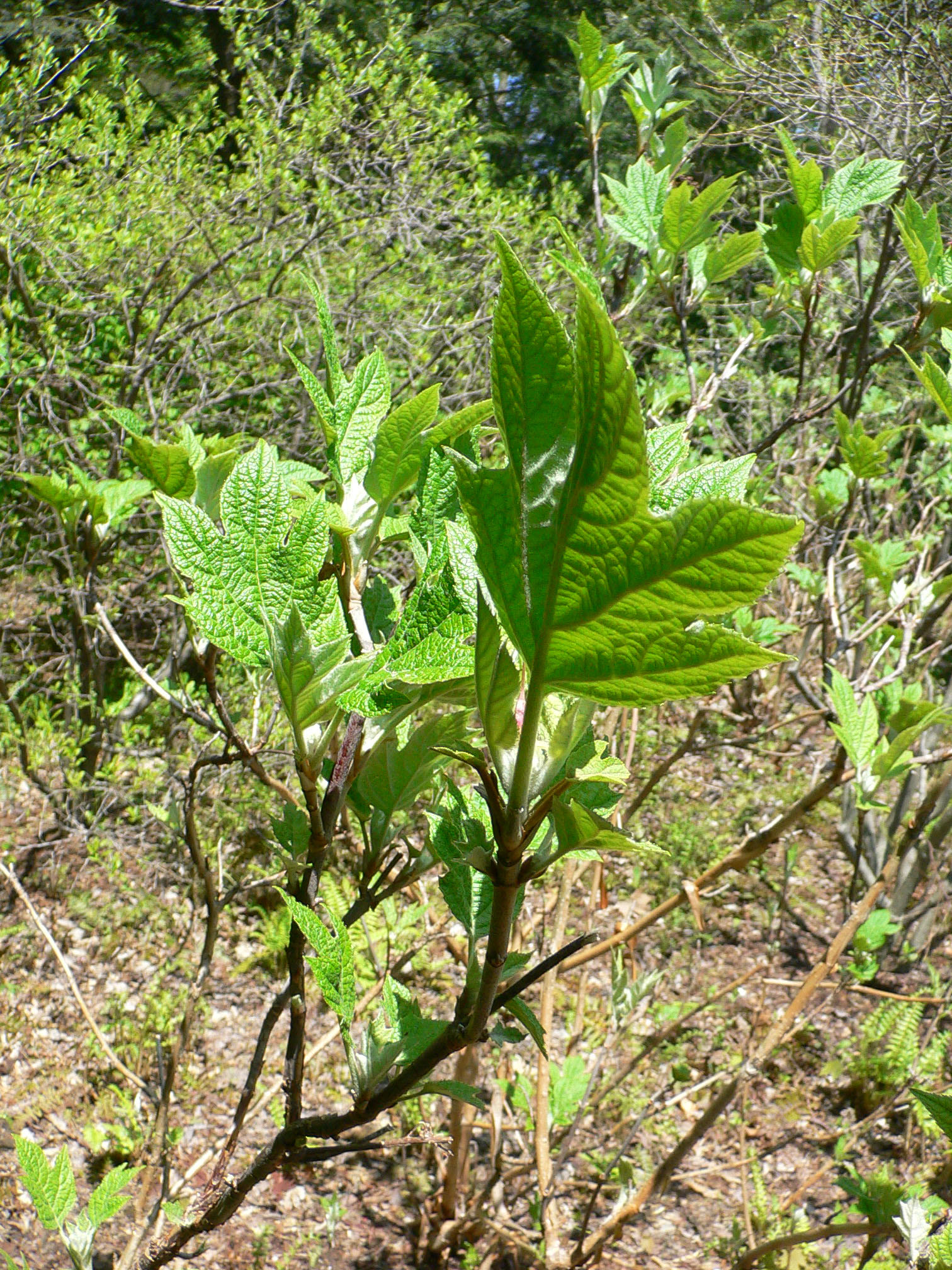
Hydrangea quercifolia
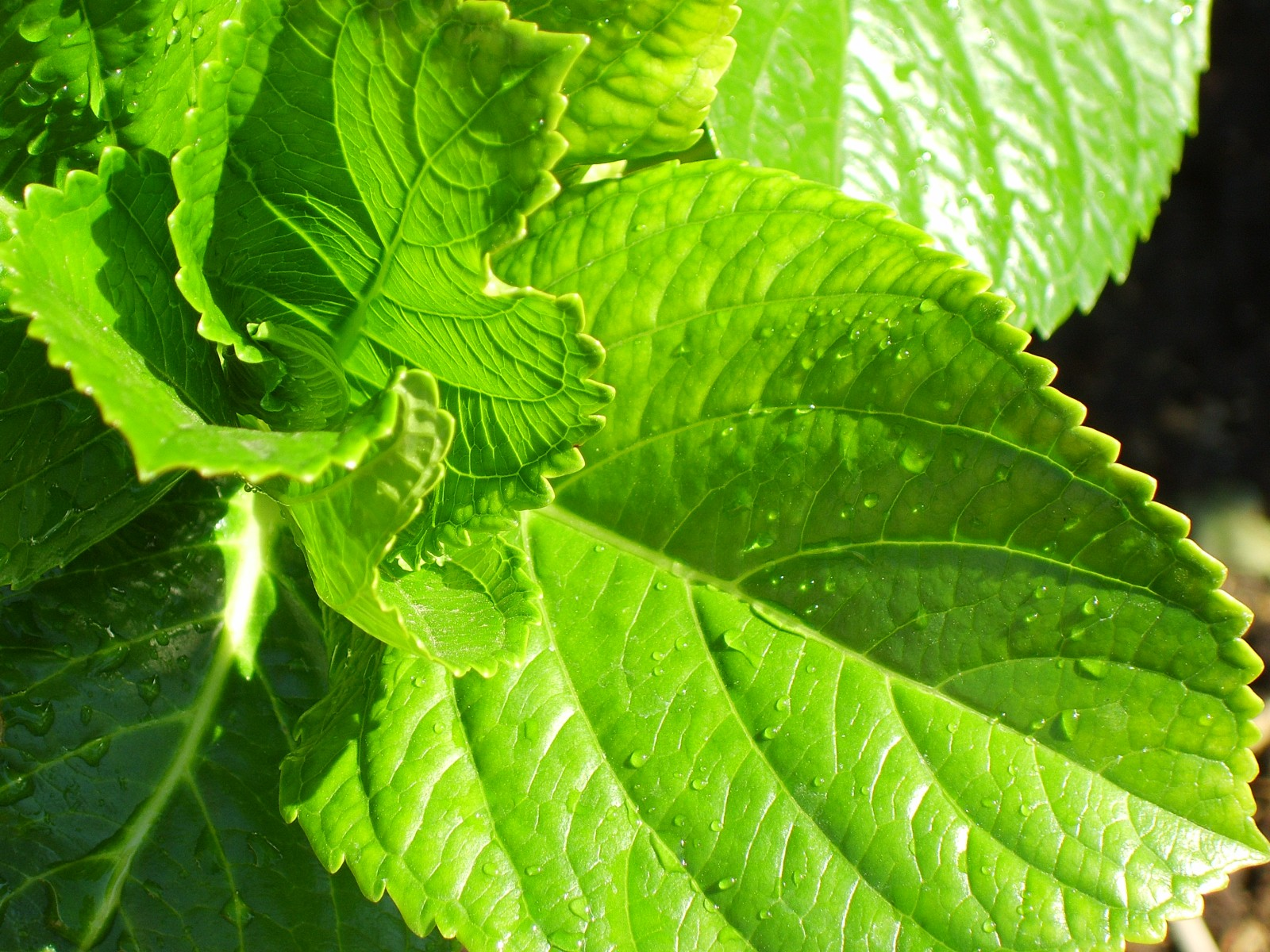
Hydrangea macrophylla, fulles
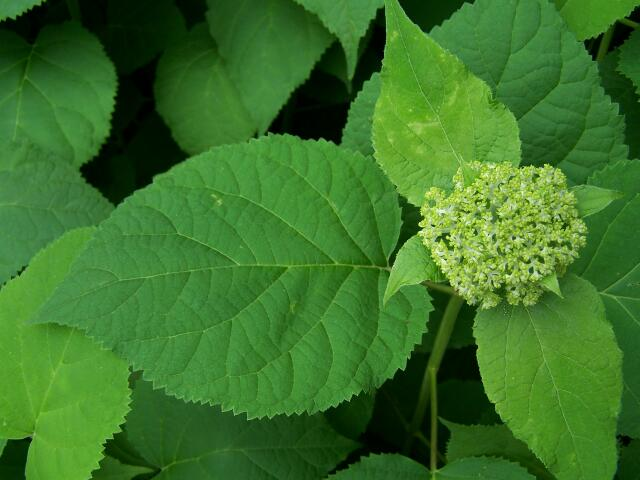
Hydrangea v. Annabelle Hydrangea arborescens
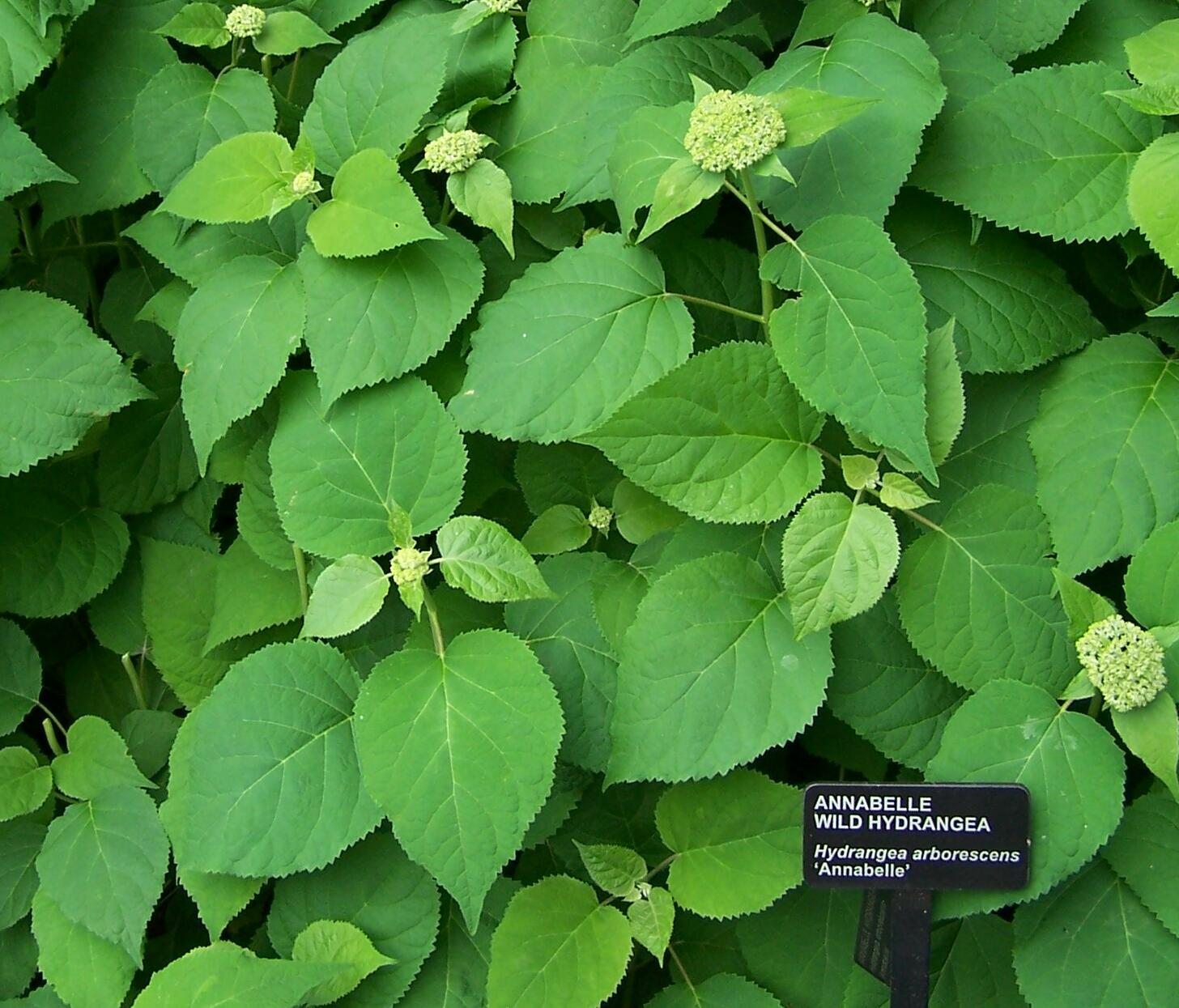
Wild Hydrangea v. Annabelle Hydrangea arborescens
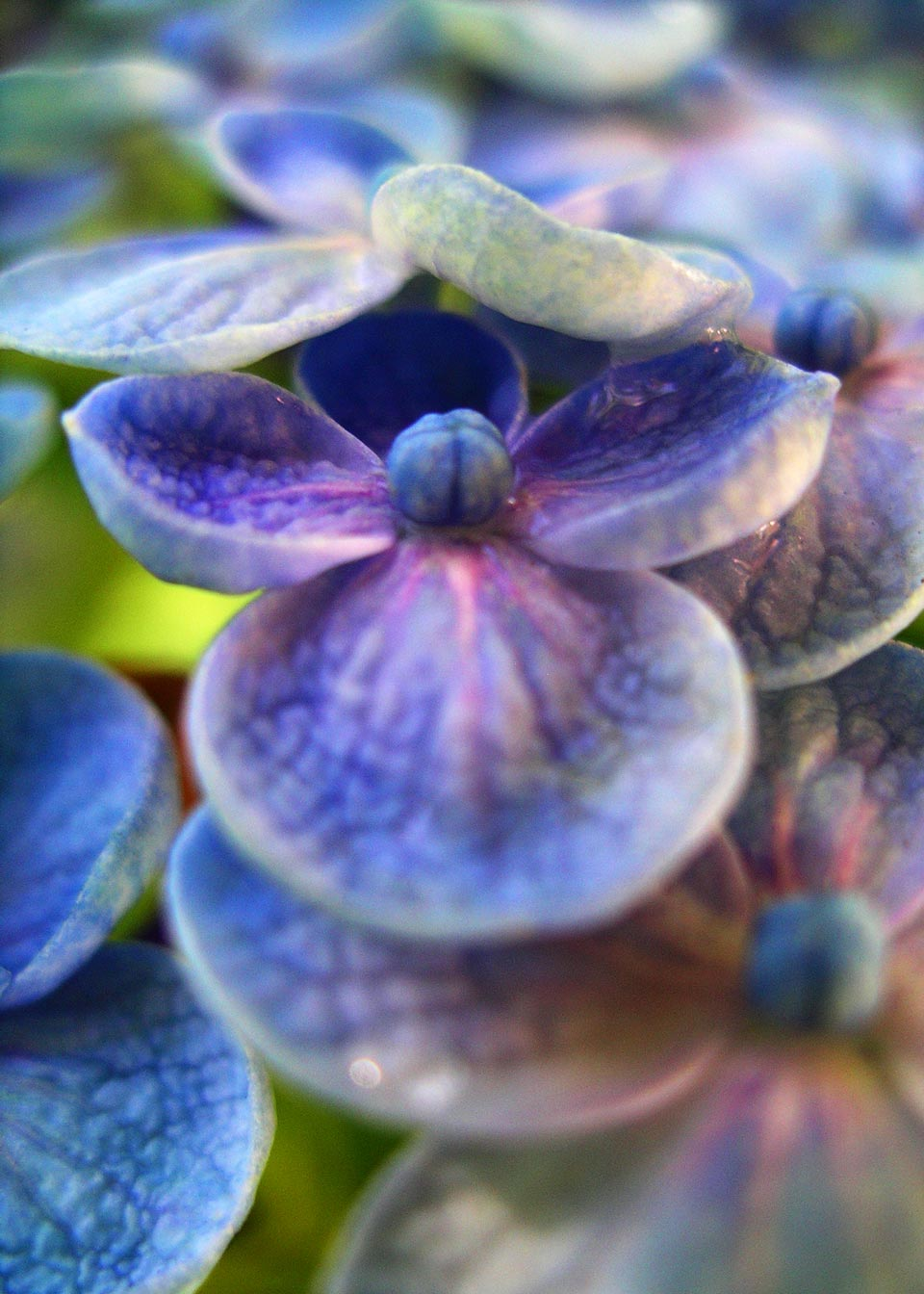
Uns pètals
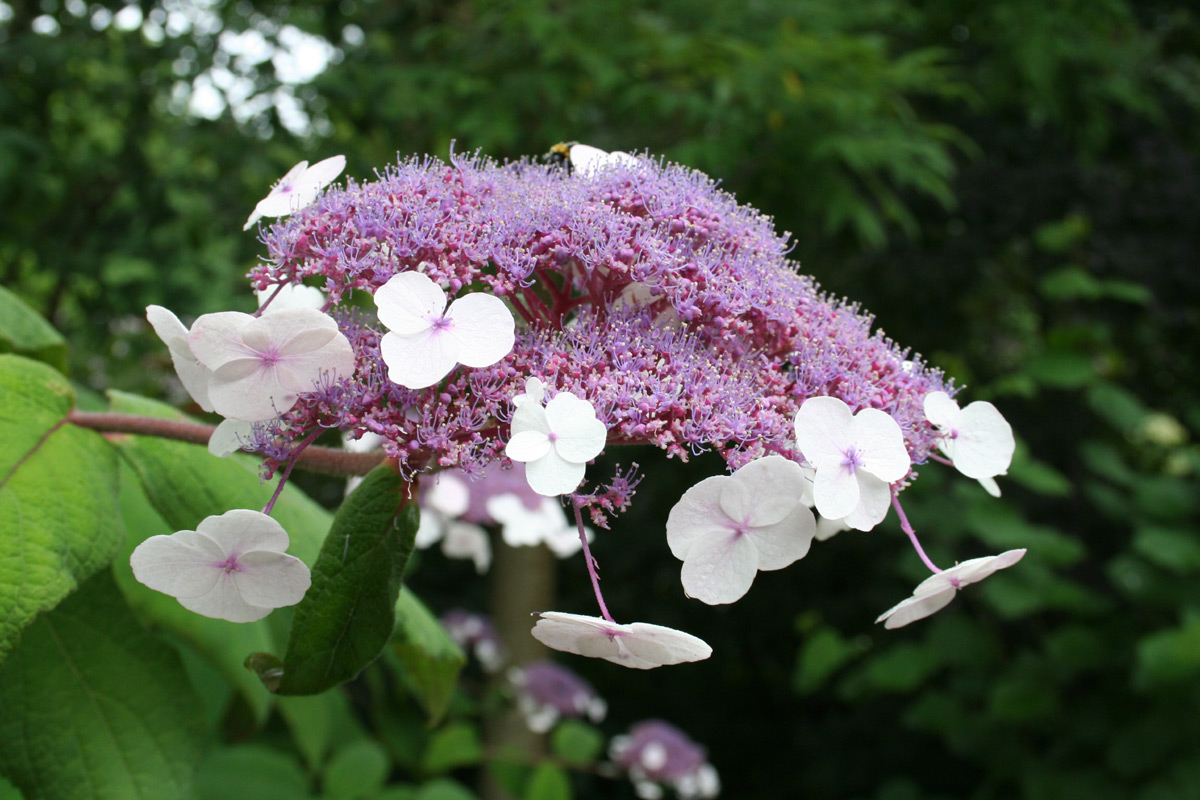
Hydrangea aspera ssp. sargentiana
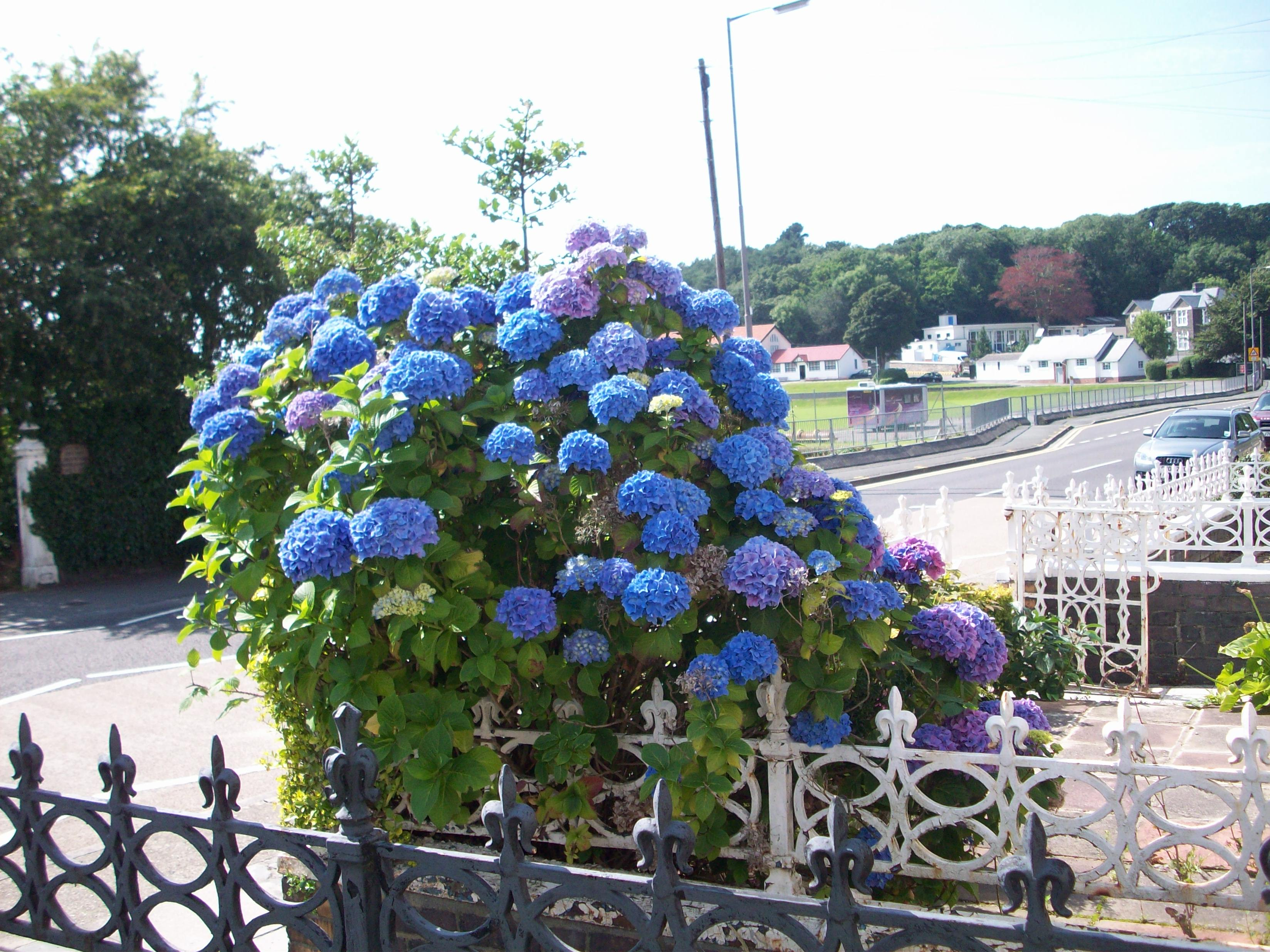
Hortènsia blava
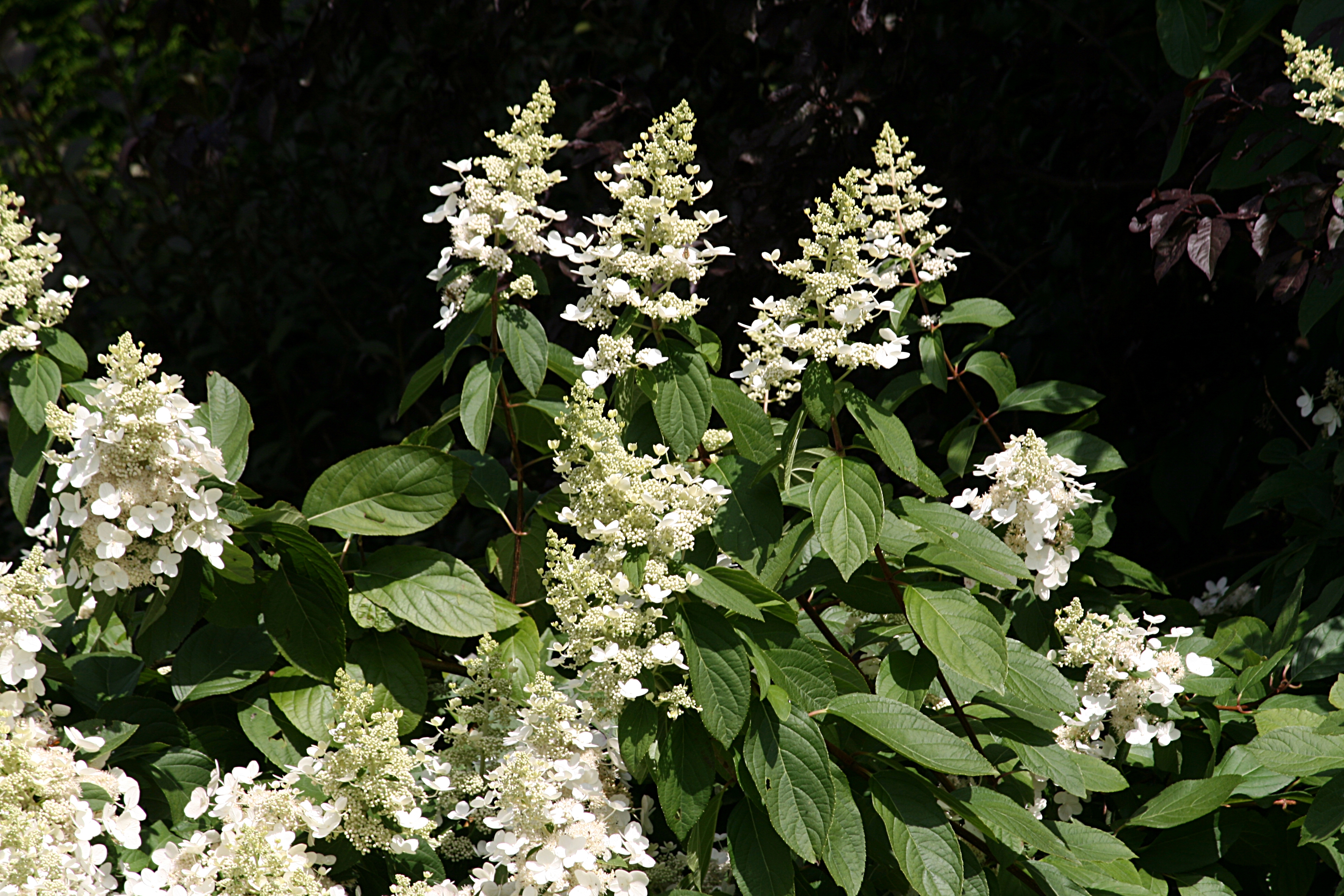
Hydrangea paniculata
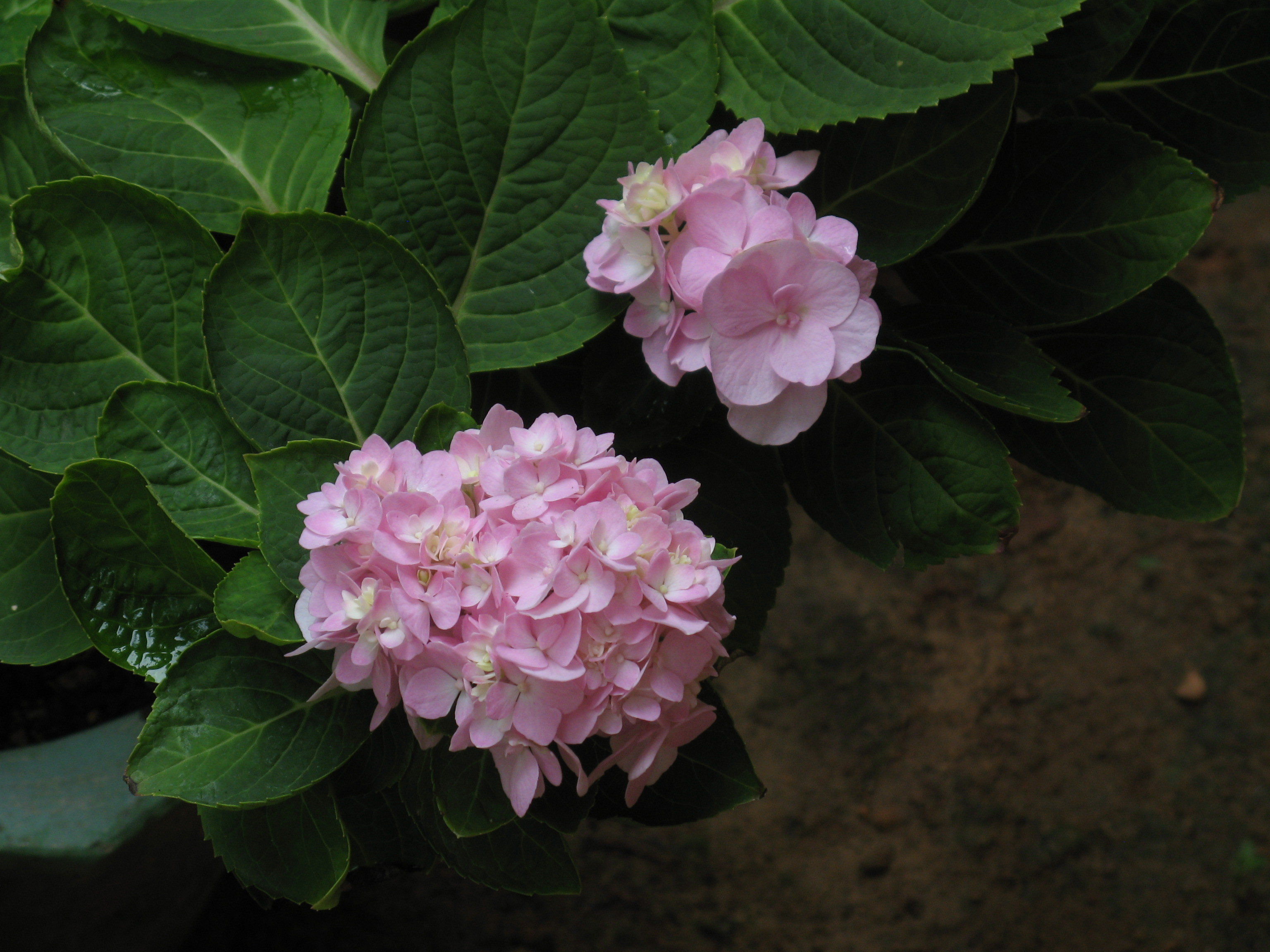
Hydrangea; flors. Kerala, Índia
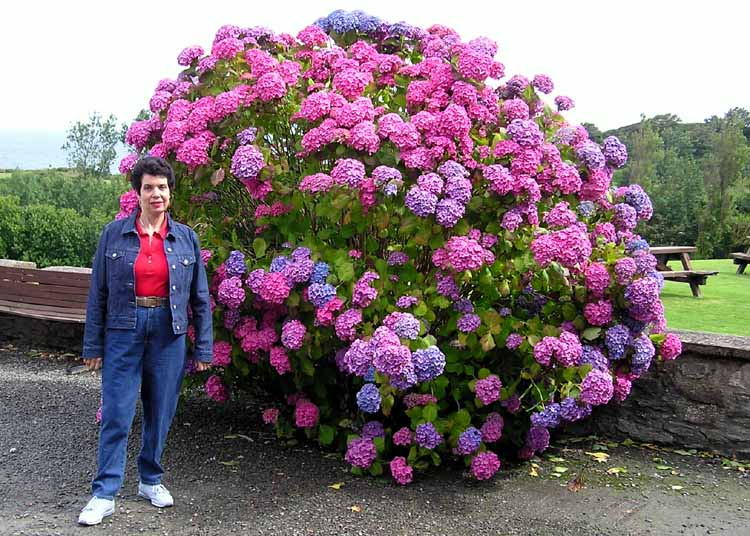
H. macrophylla
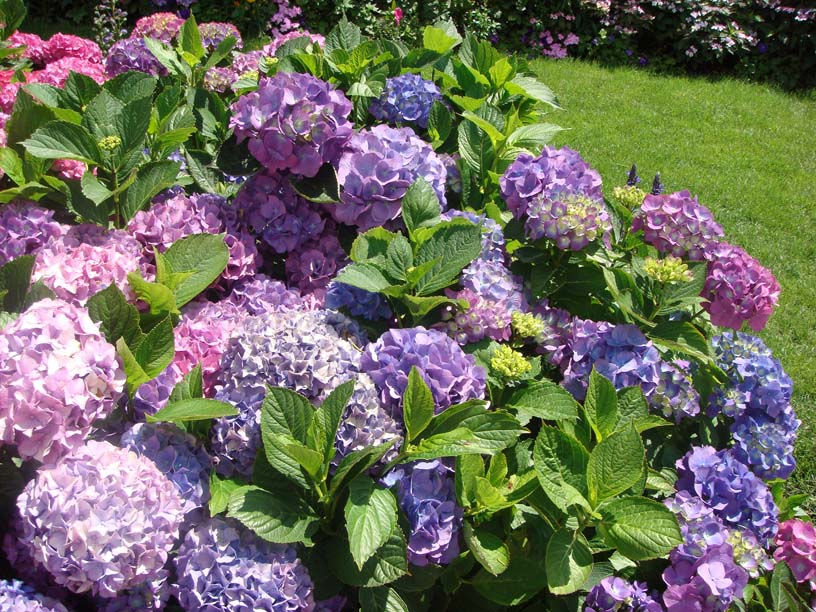
Hydrangea; França
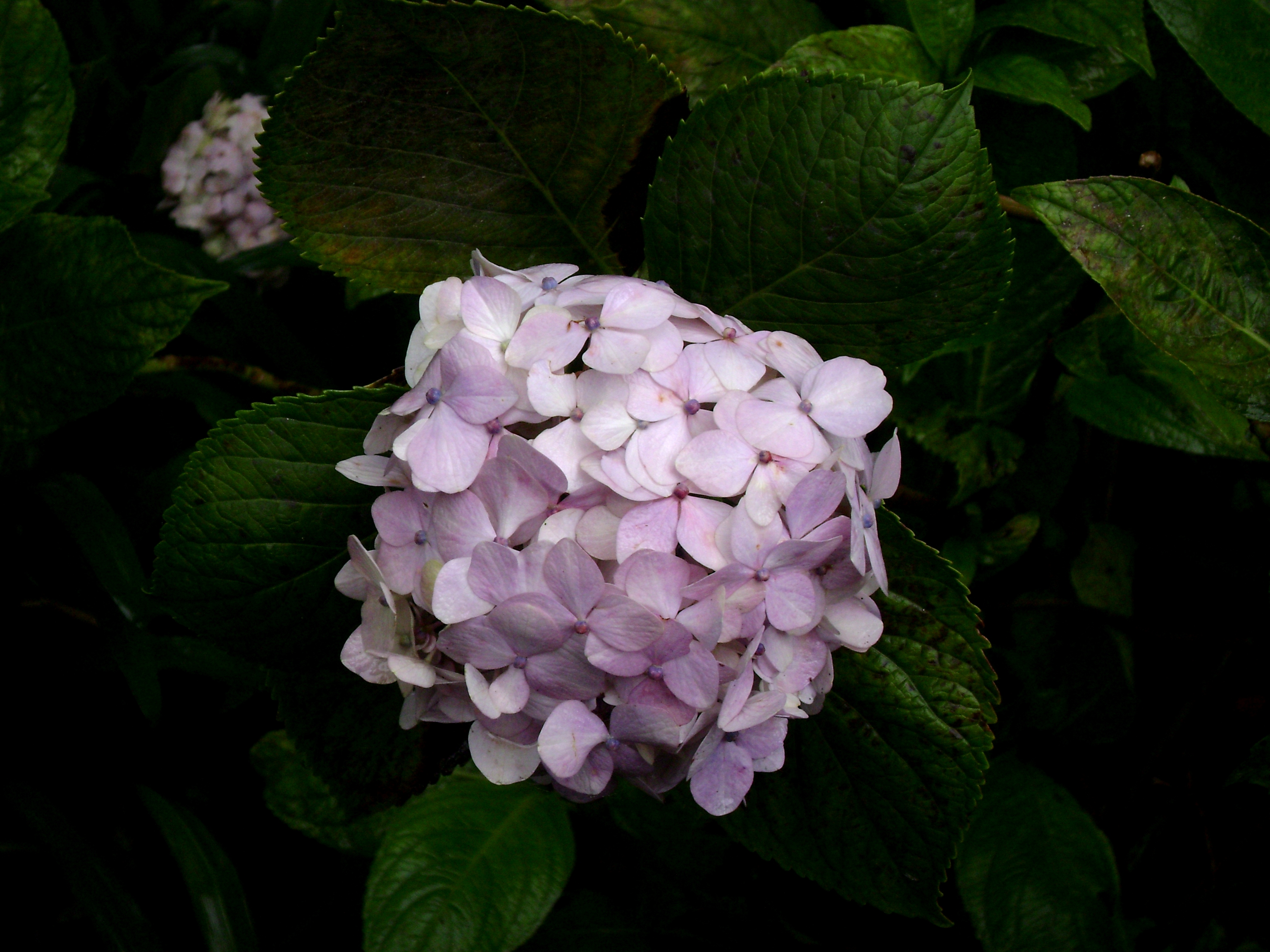
Hydrangea; flors. Veneçuela
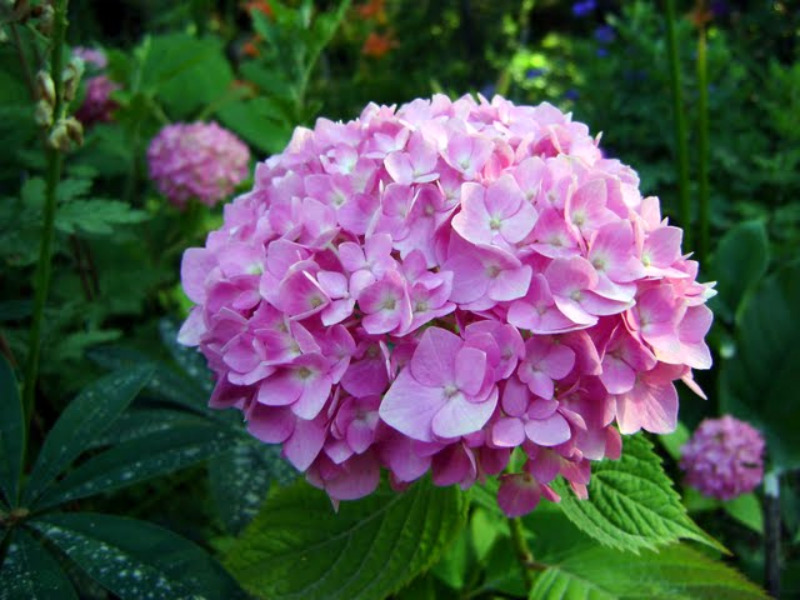
Hydrangea; flors. Srinagar, Caixmir
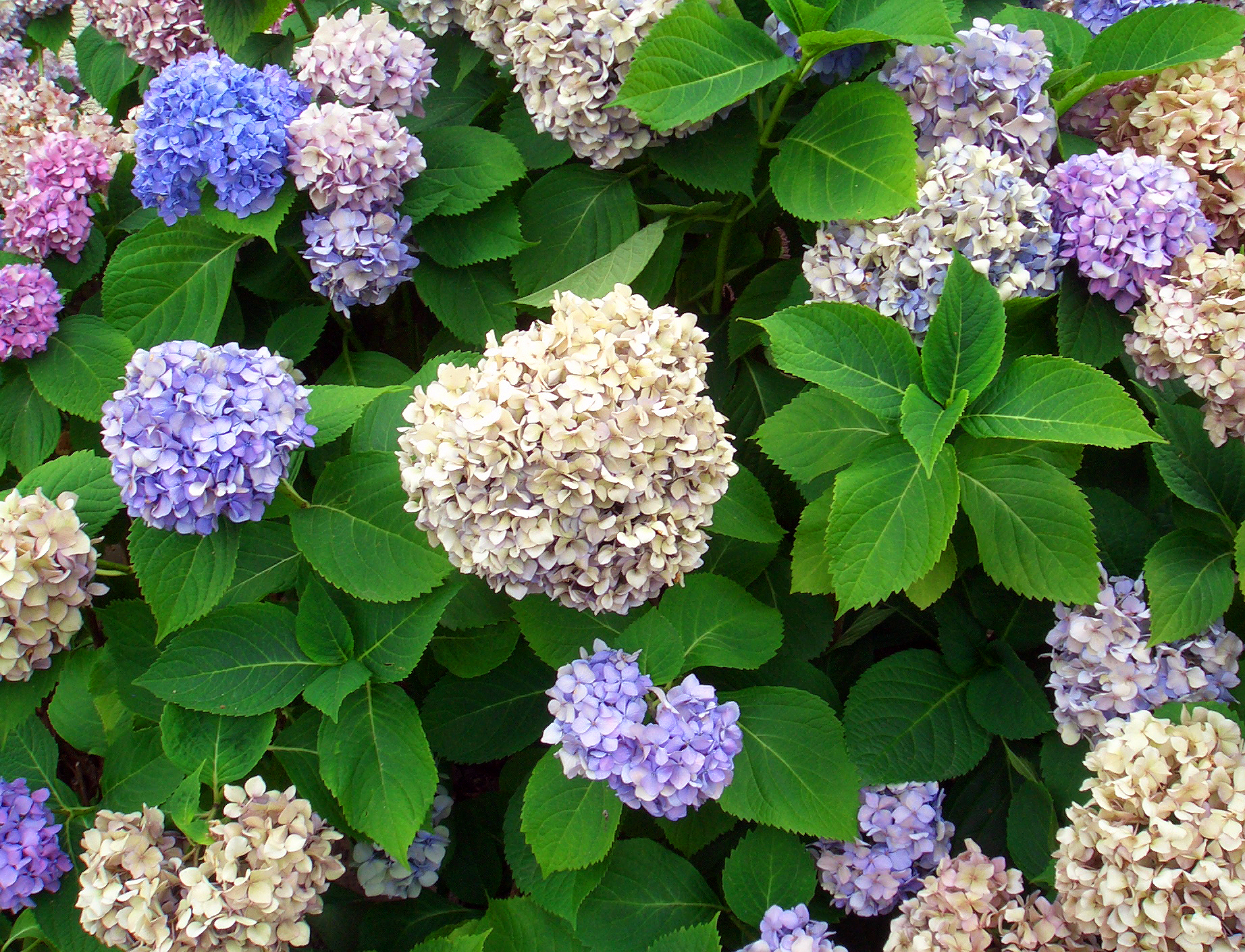
Hydrangea; flors